# 豊中市立第一中学校
豊中市立第一中学校（とよなかしりつ だいいちちゅうがっこう）は、大阪府豊中市曽根西町一丁目にある公立中学校。
学制改革と同時に開校した、豊中市で最初に設置された中学校の一つである。学校は大阪国際空港の離着陸経路近くに位置しているため校舎は防音対応となり、窓が開閉出来ないことに配慮して空調完備となっている。
昭和12年(1937年)、阪急電鉄が阪急百貨店の従業員を養成するために設置した「曽根実業専修女学校」の跡地に立つ。

## 沿革
- 1947年4月1日 - 開校。
- 1947年4月21日 - 開校式を実施。
- 1948年 - 従来の豊中市立第二中学校の校区の一部を編入。
- 1948年5月29日 - 現在地（当時の住所表示：豊中市曽根326番地）に移転。
- 1954年 - 養護学級を設置。豊中市では初の設置となる。
- 1966年 - 校区の一部（豊中市立南桜塚小学校校区の東部）を豊中市立第三中学校校区へ分離。
- 1972年 - 校区の一部（豊中市稲津町・穂積）を豊中市立第十中学校校区へ分離。
- 1974年 - 校区の一部（豊中市立豊島小学校校区）を豊中市立第四中学校校区へ分離。
- 1975年 - 大阪国際空港離着陸の航空機への騒音対策として、校舎の防音改造工事が竣工。
- 1985年 - 文部省から生徒指導総合推進校の研究指定を受ける（1986年度までの2年間）。
- 1986年 - 校区の一部を、豊中市立第三中学校校区（豊中市中桜塚・南桜塚）および豊中市立第五中学校校区（豊中市勝部・岡町南）へ分離。
- 1996年 - 文部省から武道研究推進校、豊中市教育委員会から体力づくり研究推進校にそれぞれ指定される。

## 通学区域
- 豊中市立豊島西小学校・豊中市立豊島北小学校の校区全域。
- 豊中市立原田小学校の校区の一部。
  - 豊中市立中学校通学区域一覧表を参照。

## 交通アクセス
- 曽根駅南西300m。

## 著名な出身者
- 前田妃奈（ヴァイオリニスト）[1]
- 山田五郎（評論家・元雑誌編集者）